# Coupe de la Ligue portugaise de football 2016-2017
Navigation
Coupe de la Ligue 2015-2016 Coupe de la Ligue 2017-2018
La Coupe de la ligue portugaise de football 2016-2017 (pt : Taça da liga), est la dixième édition de la coupe de la Ligue portugaise de football. Les 18 équipes de première division (Liga NOS) et 17 équipes (22 moins les cinq équipes réserves) de deuxième division (LigaPro) participent à cette compétition soit 35 équipes. Elles y participent selon un format qui est le même pour la deuxième saison consécutive.

## Déroulement de la compétition

### Calendrier
| Tour | Nom            | Date                                                                           | Participants    |
| 1    | Premier tour   | 30 et 31 juillet 2016                                                          | 17              |
| 2    | Deuxième tour  | 25, 26 et 27 octobre 2016                                                      | 23 (9+14 de PL) |
| 3    | Troisième tour | 29 et 30 novembre, 1er, 29 et 30 décembre 2016, 2, 3, 4, 10 et 11 janvier 2017 | 16 (12+4 de PL) |
| 4    | Demi-finales   | 25 et 26 janvier 2017                                                          | 4               |
| 5    | Finale         | 29 janvier 2017                                                                | 2               |

### Participants
- Entre parenthèses, figure le classement de la saison dernière

| Clubs de Primera Liga (18)  | Clubs de LigaPro (17)       |
| arrivent au 3e tour         | arrive au 2e tour           |
| --------------------------- | --------------------------- |
| Benfica (1er PL)            | Académico Viseu (17e LP)    |
| Sporting CP (2e PL)         | arrivent au 1er tour        |
| Porto (3e PL)               | União da Madeira (17e PL)   |
| Sp. Braga (4e PL)           | Académica (18e PL)          |
| V. Guimarães (10e PL)       | Portimonense (4e LP)        |
| arrivent au 2e tour         | Freamunde (5e LP)           |
| Arouca (5e PL)              | Famalicão (6e LP)           |
| Rio Ave (6e PL)             | Olhanense (7e LP)           |
| Paços de Ferreira (7e PL)   | Desportivo das Aves (8e LP) |
| Estoril-Praia (8e PL)       | Varzim (9e LP)              |
| Belenenses (9e PL)          | Gil Vicente (11e LP)        |
| Nacional (11e PL)           | Penafiel (12e LP)           |
| Moreirense (12e PL)         | Covilhã (14e LP)            |
| Marítimo (13e PL)           | Santa Clara (16e LP)        |
| Boavista (14e PL)           | Leixões (18e LP)            |
| Vitória de Setúbal (15e PL) | Cova da Piedade (1er CP)    |
| Tondela (16e PL)            | Vizela (2e CP)              |
| GD Chaves (2e LP)           | Fafe (3e CP)                |
| Feirense (3e LP)            |                             |

Légende : (PL) = Primera Liga, (LP) = LigaPro, (CP) = Campeonato de Portugal

## Premier tour

### Format
- Ce premier tour est joué par les équipes de deuxième division (LigaPro) pouvant disputer cette compétition[3].
- Il y a 17 équipes de seconde division. Le nombre d'équipes étant impair, une équipe accèdera au deuxième tour directement[3].
- Il n'y a pas de chapeaux et d'équipes protégées lors de ce tirage au sort.
- Les oppositions se déroulent en seul match sur le terrain du premier nommé.
- En cas d'égalité à la fin du temps réglementaire, il n'y a pas de prolongation et la qualification se joue lors d'une séance de tirs au but.
- Le tirage au sort a lieu le 15 juillet 2016. L'Académico Viseu accède directement au deuxième tour[4].

### Résultats
| Date       | Club                     | Résultat          | Club                  | Rapport |
| ---------- | ------------------------ | ----------------- | --------------------- | ------- |
| 30 juillet | Gil Vicente (LP)         | 0 - 0 (5 - 4 tab) | Académica (LP)        | Rapport |
| 30 juillet | Portimonense (LP)        | 0 - 1             | Santa Clara (LP)      | Rapport |
| 31 juillet | Fafe (LP)                | 0 - 1             | Vizela (LP)           | Rapport |
| 31 juillet | Olhanense (LP)           | 1 - 2             | Varzim (LP)           | Rapport |
| 31 juillet | Cova da Piedade (LP)     | 1 - 1 (4 - 3 tab) | Leixões (LP)          | Rapport |
| 31 juillet | Famalicão (LP)           | 0 - 3             | Penafiel (LP)         | Rapport |
| 31 juillet | Desportivo das Aves (LP) | 1 - 1 (4 - 5 tab) | Covilhã (LP)          | Rapport |
| 31 juillet | Freamunde (LP)           | 0 - 1             | União da Madeira (LP) | Rapport |

Légende : (LP) = LigaPro

## Deuxième tour

### Format
- Ce deuxième tour est joué par les équipes de deuxième division (LigaPro) issues du premier tour, l'Académico Viseu exempté du premier tour, ainsi que par 14 équipes de Primera Liga (équipes classées de 5e à 16e la saison précédente plus les deux promus)[3].
- Le nombre d'équipes étant impair, une équipe accédera au troisième tour directement[3]. C'est le V. Guimarães.
- Il n'y a pas de chapeaux et d'équipes protégées lors de ce tirage au sort.
- Les oppositions se déroulent en seul match sur le terrain du premier nommé.
- En cas d'égalité à la fin du temps réglementaire, il n'y a pas de prolongation et la qualification se joue lors d'une séance de tirs au but.
- Le tirage au sort a lieu le 15 juillet 2016 en même temps que celui du premier tour[5].

### Résultats
| Date       | Club                    | Résultat        | Club                  | Rapport |
| ---------- | ----------------------- | --------------- | --------------------- | ------- |
| 8 octobre  | Boavista (PL)           | 0 - 1           | Belenenses (PL)       | Rapport |
| 9 octobre  | Feirense (PL)           | 3 - 0           | Tondela (PL)          | Rapport |
| 25 octobre | Paços de Ferreira (PL)  | 4 - 0           | Nacional (PL)         | Rapport |
| 26 octobre | Arouca (PL)             | 2 - 1           | Cova da Piedade (LP)  | Rapport |
| 26 octobre | Moreirense (PL)         | 1 - 0           | Estoril-Praia (PL)    | Rapport |
| 26 octobre | Marítimo (PL)           | 3 - 1           | União da Madeira (LP) | Rapport |
| 26 octobre | Varzim (LP)             | 2 - 0           | Académico Viseu (LP)  | Rapport |
| 26 octobre | Vizela (LP)             | 1 - 0           | Gil Vicente (LP)      | Rapport |
| 26 octobre | Vitória de Setúbal (PL) | 2 - 0           | Santa Clara (LP)      | Rapport |
| 26 octobre | Penafiel (LP)           | 1 - 1 2 - 4 tab | Covilhã (LP)          | Rapport |
| 27 octobre | Rio Ave (PL)            | 1 - 1 3 - 1 tab | GD Chaves (PL)        | Rapport |

Légende : (PL) = Primera Liga, (LP) = LigaPro

## Troisième tour

### Format
- Ce troisième tour est joué avec les équipes qualifiées du second tour et les quatre premiers de la Primera Liga 2015-2016.
- Ce tour se dispute sous forme de poules de quatre équipes. Deux équipes par poule reçoivent deux fois et se déplacent une fois, les deux autres faisant l'inverse. L'ordre des matchs est le suivant : 
  - Journée 1 : L'équipe 1 reçoit l'équipe 2 et l'équipe 4 reçoit l'équipe 3
  - Journée 2 : L'équipe 4 reçoit l'équipe 1 et l'équipe 3 reçoit l'équipe 2
  - Journée 3 : L'équipe 3 reçoit l'équipe 1 et l'équipe 2 reçoit l'équipe 4.
- Les vainqueurs de poules sont qualifiés pour le tour suivant.
- En cas d'égalité, les critères suivants sont utilisés :

1. Différence de buts
2. Nombre de buts marqués
3. Plus petit âge moyen des joueurs utilisés[3].

### Tirage au sort
- Il est effectué le 9 novembre 2016[6].
- Les équipes sont réparties de la façon suivante : 
  - Dans le pot 1, se trouvent les équipes classées de la 1re à la 4e place lors de la saison précédente de Primera Liga. Ces équipes sont numérotées 1.
  - Dans le pot 2, se trouvent les quatre équipes les mieux classées lors de la saison précédente parmi les équipes restantes. Ces équipes sont numérotées 2.
  - Dans le pot 3, se trouvent les quatre équipes suivantes les mieux classées lors de la saison précédente parmi les équipes restantes. Ces équipes sont numérotées 3.
  - Dans le pot 4, se trouvent les quatre équipes les moins bien classées lors de la saison précédente parmi les équipes restantes. Ces équipes sont numérotées 4[3].

| Pot 1       | Pot 2             | Pot 3              | Pot 4    |
| ----------- | ----------------- | ------------------ | -------- |
| Benfica     | Arouca            | V. Guimarães       | Feirense |
| Sporting CP | Rio Ave           | Moreirense         | Varzim   |
| Porto       | Paços de Ferreira | Marítimo           | Covilhã  |
| Sp. Braga   | Belenenses        | Vitória de Setúbal | Vizela   |

| Groupe A           | Groupe B   | Groupe C  | Groupe D          |
| ------------------ | ---------- | --------- | ----------------- |
| Sporting CP        | Porto      | Sp. Braga | Benfica           |
| Arouca             | Belenenses | Rio Ave   | Paços de Ferreira |
| Vitória de Setúbal | Moreirense | Marítimo  | V. Guimarães      |
| Varzim             | Feirense   | Covilhã   | Vizela            |

### Groupe A
Source : www.ligaportugal.pt
| Rang | Équipe                  | Pts | J | G | N | P | Bp | Bc | Diff |  | Résultats (▼ dom., ► ext.) | Vit | Spo | Aro | Var |
| ---- | ----------------------- | --- | - | - | - | - | -- | -- | ---- |  | -------------------------- | --- | --- | --- | --- |
| 1    | Vitória de Setúbal (PL) | 6   | 3 | 2 | 0 | 1 | 3  | 2  | +1   |  | Vitória                    |     | 2-1 | 1-0 |     |
| 2    | Sporting CP (PL)        | 6   | 3 | 2 | 0 | 1 | 3  | 2  | +1   |  | Sporting                   |     |     | 1-0 | 1-0 |
| 3    | Arouca (PL)             | 3   | 3 | 1 | 0 | 2 | 3  | 2  | +1   |  | Arouca                     |     |     |     | 3-0 |
| 4    | Varzim (LP)             | 3   | 3 | 1 | 0 | 2 | 1  | 4  | -3   |  | Varzim                     | 1-0 |     |     |     |

Légende : (PL) = Primera Liga, (LP) = LigaPro

### Groupe B
Source : www.ligaportugal.pt
| Rang | Équipe          | Pts | J | G | N | P | Bp | Bc | Diff |  | Résultats (▼ dom., ► ext.) | Mor | Bel | Fei | Por |
| ---- | --------------- | --- | - | - | - | - | -- | -- | ---- |  | -------------------------- | --- | --- | --- | --- |
| 1    | Moreirense (PL) | 7   | 3 | 2 | 1 | 0 | 6  | 4  | +2   |  | Moreirense                 |     | 3-3 |     | 1-0 |
| 2    | Belenenses (PL) | 3   | 3 | 0 | 3 | 0 | 5  | 5  | 0    |  | Belenenses                 |     |     | 2-2 |     |
| 3    | Feirense (PL)   | 2   | 3 | 0 | 2 | 1 | 4  | 5  | -1   |  | Feirense                   | 1-2 |     |     |     |
| 4    | Porto (PL)      | 2   | 3 | 0 | 2 | 1 | 1  | 2  | -1   |  | Porto                      |     | 0-0 | 1-1 |     |

Légende : (PL) = Primera Liga

### Groupe C
Source : www.ligaportugal.pt
| Rang | Équipe         | Pts | J | G | N | P | Bp | Bc | Diff |  | Résultats (▼ dom., ► ext.) | Bra | Rio | Mar | Cov |
| ---- | -------------- | --- | - | - | - | - | -- | -- | ---- |  | -------------------------- | --- | --- | --- | --- |
| 1    | Sp. Braga (PL) | 6   | 3 | 2 | 0 | 1 | 6  | 2  | +4   |  | Braga                      |     | 1-2 |     | 4-0 |
| 2    | Rio Ave (PL)   | 6   | 3 | 2 | 0 | 1 | 4  | 2  | +2   |  | Rio Ave                    |     |     |     | 2-0 |
| 3    | Marítimo (PL)  | 4   | 3 | 1 | 1 | 1 | 2  | 2  | 0    |  | Marítimo                   | 0-1 | 1-0 |     |     |
| 4    | Covilhã (LP)   | 1   | 3 | 0 | 1 | 2 | 1  | 7  | -6   |  | Covilhã                    |     |     | 1-1 |     |

Légende : (PL) = Primera Liga, (LP) = LigaPro

### Groupe D
Source : www.ligaportugal.pt
| Rang | Équipe                 | Pts | J | G | N | P | Bp | Bc | Diff |  | Résultats (▼ dom., ► ext.) | Ben | Gui | Paç | Viz |
| ---- | ---------------------- | --- | - | - | - | - | -- | -- | ---- |  | -------------------------- | --- | --- | --- | --- |
| 1    | Benfica (PL)           | 9   | 3 | 3 | 0 | 0 | 7  | 0  | +7   |  | Benfica                    |     |     | 1-0 | 4-0 |
| 2    | V. Guimarães (PL)      | 4   | 3 | 1 | 1 | 1 | 4  | 5  | -1   |  | Guimarães                  | 0-2 |     | 2-2 |     |
| 3    | Paços de Ferreira (PL) | 2   | 3 | 0 | 2 | 1 | 4  | 5  | -1   |  | Paços de Ferreira          |     |     |     | 2-2 |
| 4    | Vizela (LP)            | 1   | 3 | 0 | 1 | 2 | 3  | 8  | -5   |  | Vizela                     |     | 1-2 |     |     |

Légende : (PL) = Primera Liga, (LP) = LigaPro

## Phase finale
- Cette saison voit la création d'un final four avec les demi-finales et la finale organisées en quelques jours dans le même stade, le Stade de l'Algarve de Faro[7].

### Demi-finales

#### Format
- La première demi-finale oppose le vainqueur du Groupe A à celui du Groupe C.
- La deuxième demi-finale oppose le vainqueur du Groupe B à celui du Groupe D[3].
- En cas d'égalité à la fin du temps réglementaire, les deux clubs se départagent lors d'une séance de tirs au but.

#### Résultats
| 25 janvier 2017 | Vitória de Setúbal                                              | 0 - 3   | SC Braga                                                   | Stade de l'Algarve, Faro                      |                                               |
| 20:45 WET       |                                                                 | (0 - 1) | 13e (pen.) Pedro Santos · 66e Stojiljković · 87e Pinho     | Spectateurs : 4 127 Arbitrage : Carlos Xistra | Spectateurs : 4 127 Arbitrage : Carlos Xistra |
| 20:45 WET       | Zé Manuel 36e · Costinha 50e · Nuno Pinto 63e · Nuno Santos 90e | Rapport | 22e Baiano · 45+1e Xeka · 59e Rui Fonte · 81e Pedro Santos | Spectateurs : 4 127 Arbitrage : Carlos Xistra | Spectateurs : 4 127 Arbitrage : Carlos Xistra |

| 26 janvier 2017 | Moreirense FC                                                       | 3 - 1   | SL Benfica                                       | Stade de l'Algarve, Faro                      |                                               |
| 20:45 WET       | Dramé 46e · Boateng 55e 72e                                         | (0 - 1) | 6e Salvio                                        | Spectateurs : 8 935 Arbitrage : Tiago Martins | Spectateurs : 8 935 Arbitrage : Tiago Martins |
| 20:45 WET       | Almeida 23e · Boateng 35e · Podence 55e · Makaridze 58e · Dramé 78e | Rapport | 52e Samaris · 52e Jonas · 56e Eliseu · 77e Pizzi | Spectateurs : 8 935 Arbitrage : Tiago Martins | Spectateurs : 8 935 Arbitrage : Tiago Martins |

### Finale

#### Format
- Elle se déroule le 29 janvier 2017.
- En cas d'égalité à l'issue du match, une séance de tirs au but est disputée[3].

#### Résultat
| 29 janvier 2017 | SC Braga                                                         | 0 - 1   | Moreirense FC                                        | Stade de l'Algarve, Faro                          |                                                   |
| 20:45 WET       |                                                                  | (0 - 1) | 45e (pen.) Cauê                                      | Spectateurs : 6 713 Arbitrage : Artur Soares Dias | Spectateurs : 6 713 Arbitrage : Artur Soares Dias |
| 20:45 WET       | Artur Jorge 25e · Matheus 45+1e · Vukčević 83e · Rui Fonte 90+5e | Rapport | 29e Geraldes · 45e Dramé · 63e Makaridze · 90e Sagna | Spectateurs : 6 713 Arbitrage : Artur Soares Dias | Spectateurs : 6 713 Arbitrage : Artur Soares Dias |